# Eva Xanim
Eva González Álvarez, conocida como Eva Xanim (Navia de Suarna, 11 de diciembre de 1994), es una escritora y profesora española.

## Trayectoria
El seudónimo Xanim corresponde al nombre de la casa paterna. Además de Navia de Suarna, también está muy ligada al ayuntamiento asturiano de Ibias, en el que nacieron su padre y su madre.
Comenzó los estudios en el IES Lucus Augusti en 2010, centro en el que también realizó las prácticas docentes, y se graduó en Lengua y Literatura Gallegas y Lengua y Literatura Españolas por la Universidad de Santiago de Compostela. En julio de 2018 aprobó las oposiciones de profesora de Lengua Gallega y Literatura para enseñanza secundaria.
Es escritora de alguno que otro texto poético y narrativo y ha colaborado en numerosos proyectos literarios, revistas y presentaciones de libros. La investigación, el arte, la naturaleza y la lengua son algunas de sus pasiones.

## Obra
Colaboró en la revista luguesa Xistral y participó en los libros colectivos:
- Abadessa, oí dizer, relatos eróticos de escritoras da Galiza (2017). Autoras: Carmen Blanco, María Lado, Verónica Martínez, Raquel Miragaia, Teresa Moure, Emma Pedreira, Isabel Rei Samartim, Susana Sánchez Arins, Rexina Vega y Eva Xanim. Através Editora, 120 páginas. ISBN 978-84-16545-09-4.[5]
- Remédios para o galego (2017). Diego Bernal, Valentim Fagim (coord.). Através Editora. ISBN 978-84-16545-13-1.[6][7]